# 双河彎 (雜誌)
《双河彎》生活·文學誌（英語：2Rivers），是一份在台灣出版的生活雜誌、小品類型文學雜誌，目的在於「保存人類生活核心文化」。由於世界各大文明自古發源於河岸，雜誌名稱「透過兩條河灣，傳達出『人』的精神。」主要內容包括書評、書摘及生活提案，推廣閱讀與促進生活價值提升，並結合臺灣在地庶民生活，希望能保留傳承日常生活、書籍的知識、智慧及文化。

## 沿革
前身原為台北市社子島社區刊物《雙河灣》，2006年12月創刊，至2009年5月號。2009年7月1日轉型改版，由聯合報系《UDN數位閱讀網》製作與發行。後來由「免費」轉為「銷售」。最後由泰電電業經營。2015年8月3日泰電電業發出公告，宣布自2015年8月號（87期）出刊後，《双河彎》生活．閱讀誌將正式停刊。